# Бурдасов Антон Вікторович
Антон Вікторович Бурдасов (рос. Антон Викторович Бурдасов; 9 травня 1991, м. Челябінськ, Росія) — російський хокеїст, правий нападник. Виступає за СКА (Санкт-Петербург) у Континентальній хокейній лізі. 
Вихованець хокейної школи «Трактор» (Челябінськ). Виступав за «Трактор-2» (Челябінськ), «Білі Ведмеді» (Челябінськ), «Трактор» (Челябінськ). 
У складі національної збірної Росії учасник EHT 2012. У складі молодіжної збірної Росії учасник чемпіонату світу 2011.
Досягнення
- Переможець молодіжного чемпіонату світу (2011).